# Pfarrkirche Krieglach

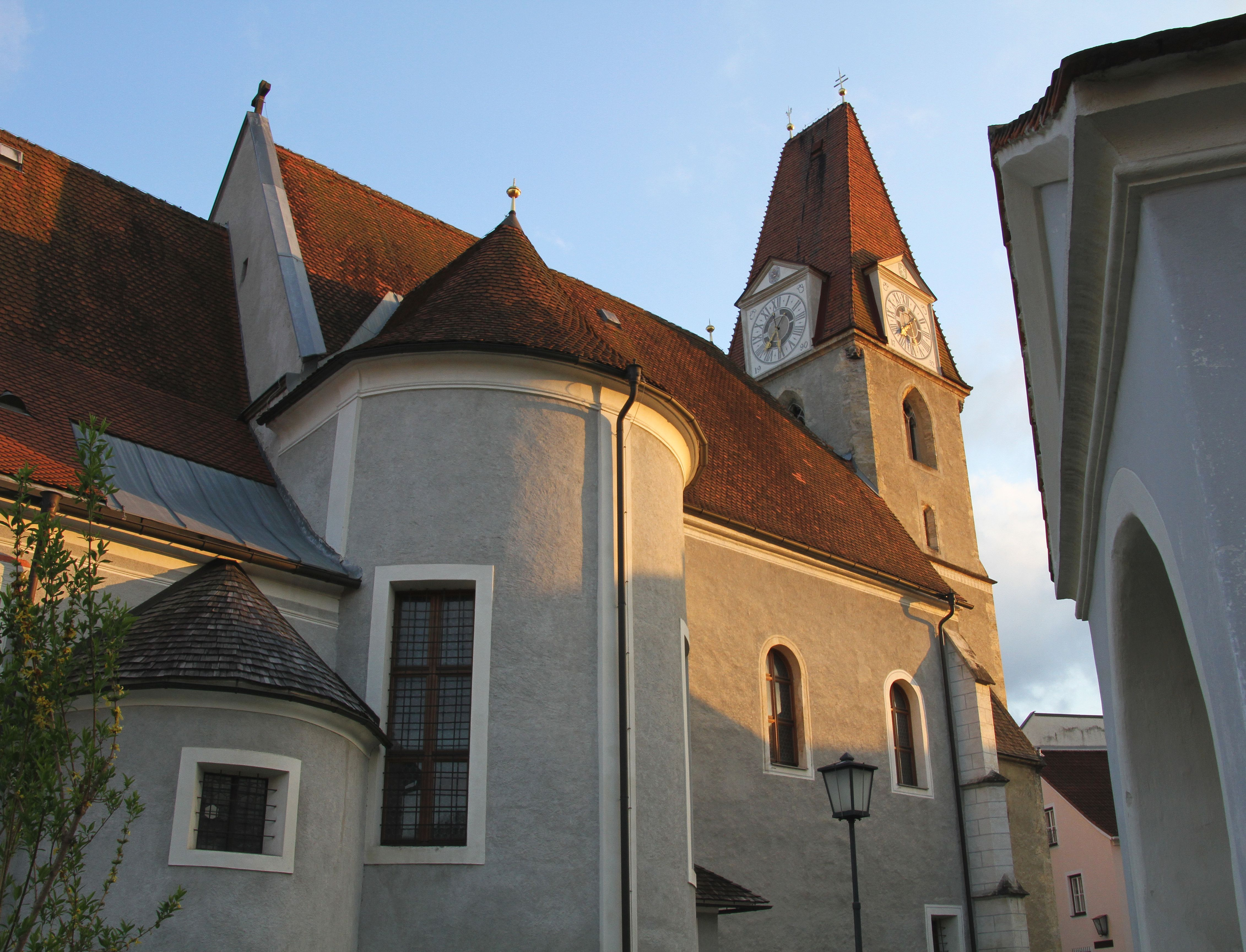
Katholische Pfarrkirche hl. Jakobus der Ältere in Krieglach

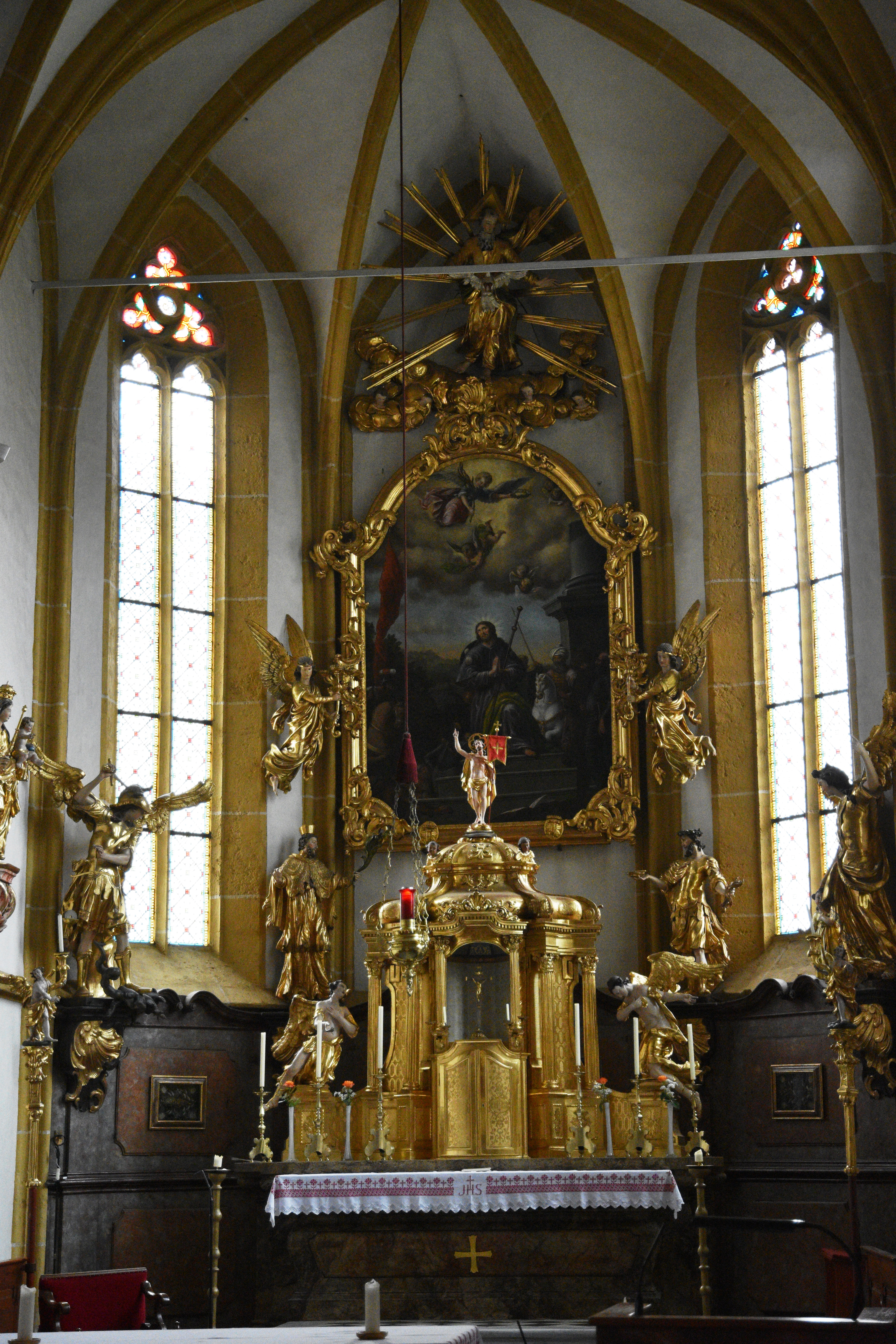
Der Hochaltar der Pfarrkirche

Die Pfarrkirche Krieglach steht in der Marktgemeinde Krieglach im Bezirk Bruck-Mürzzuschlag in der Steiermark. Die den Heiligen Jakobus der Ältere geweihte römisch-katholische Pfarrkirche gehört zum Dekanat Mürztal in der Diözese Graz-Seckau. Die Kirche und vier umgebende Initienkapellen stehen unter Denkmalschutz (Listeneintrag).

## Geschichte
Eine Kirche wurde 1376 genannt, eine Pfarre 1393. Die große spätgotische Kirche aus dem späten 14. Jahrhundert wurde im Barock umgestaltet. 1961 war eine Innenrestaurierung.

## Architektur
Der zweijochige, leicht eingezogene Chor mit einem Fünfachtelschluss hat zweibahnige Maßwerkfenster und abgetreppte Strebepfeiler. Innen zeigt sich der Chor mit einem Kreuzrippengewölbe mit runden Schlusssteinen. Die Rippen führen über Bündeldienste über ein umlaufendes Gesims hinweg bis zum Boden. Der leicht eingeschnürte, barockisierte Fronbogen zeigt die Jahreszahlen 1512 und 1750. Das vierjochige Langhaus liegt zwei Stufen tiefer als der Chor. Die Wände aus dem 14. Jahrhundert tragen ein spätgotisches Netzrippengewölbe mit schildförmigen Schlusssteinen aus dem Anfang des 16. Jahrhunderts. Dreivierteldienste auf reich profilierten Wandvorlagen betonen die Wandgliederung. Die Fenster sind barock. Das Ostjoch des Langhauses vor dem Fronbogen wurde um 1750 an beiden Seiten für einjochige, platzlgewölbte und elliptisch geschlossene Kapellenanbauten geöffnet. Die Kapellen zeigen Wandpilaster mit Kompositkapitellen und Stuckfeldern. Die dreiachsige Westempore aus 1512 liegt auf zwei Achteckpfeilern und ist kreuzrippenunterwölbt. Die Empore ragt mittig vor und hat eine vorschwingende Brüstung aus der Mitte des 18. Jahrhunderts. Unter der Empore sind zwei Inschriften über Landplagen im 16. und 17. Jahrhundert erhalten. Der dreigeschoßige, spätgotische Westturm mit einem Keildach hat Traufgesimse mit untergestellten Fratzenköpfen, das Obergeschoß hat abgefaste Ecken, die Schallfenster haben ein Maßwerk. Das Uhrblatt zeigt die Jahreszahlen 1512, 1752, und 1952. Der Läutraum hat ein Sternrippengewölbe mit einer Mittelraute. Das spitzbogige Westportal mit einem schulterbogigen Tympanonfeld ist mit einem krabbenbesetzten Kielbogen mit seitlichen Fialen bekrönt. Nördlich am Chor steht ein barocker Sakristeianbau mit einem Stichkappentonnengewölbe. Ebendort besteht eine nach außen vorspringenden Wendeltreppe, eine weitere vorspringende Wendeltreppe ist im südlichen Chorwinkel angebaut.
In der Sakristei ist ein Fresko Weltgericht um 1420 erhalten, eine Freskofragment im Chor ist aus dem 15. Jahrhundert.
Um die Kirche stehen vier gemauerte Initienkapellen.

## Ausstattung
Die bemerkenswerte Rokoko-Einrichtung mit Hochaltar und Seitenaltären stammt aus dem dritten Viertel des 18. Jahrhunderts. Den Tabernakel am Hochaltar schuf der Maler Johann Tendler. Das Hochaltarbild hl. Jakobus der Ältere laut Signatur von Josef Veiter (1842) wurde später renoviert und dabei übermalt. Die zwei Seitenaltäre Hll. Florian und Sebastian tragen bemerkenswerte Mittelstatuen. Die zwei Altäre der Seitenkapellen sind den Hll. Aloyius und Drei Könige geweiht. Das Altarbild Heilige Drei Könige nennt Fordunad Jos. Marxer Graeci Fec. Auf den Seitenwänden hängt ein Führich-Kreuzweg.
Es gibt einen Grabstein aus Bundscheckmarmor mit einer lebensgroßen Ganzfigur des gerüsteten Ritters Georg Stadler zu Lichtenegg, gestorben 1557.
Das Orgelgehäuse aus 1799 mit einer Orgel vom Orgelbauer Ludwig Greß wurde 1942 durch Dreher & Flamm verändert.